# Maggie Civantos
Maggie Civantos (Màlaga, 28 de desembre de 1984) és una actriu malaguenya. És coneguda especialment pel seu paper protagonista de Macarena Ferreiro en la sèrie d'Antena 3 Vis a vis.

## Trajectòria

### Sèries de televisió
| Any       | Sèrie                    | Canal     | Personatge               | Notes       |
| --------- | ------------------------ | --------- | ------------------------ | ----------- |
| 2008      | Eva y kolegas            | Neox      | Marta                    | 12 episodis |
| 2009      | Escenas de matrimonio    | Telecinco | Alba Boguñá              | 3 episodis  |
| 2009      | Yo soy Bea               | Telecinco | Maggie                   | 2 episodis  |
| 2009      | La Mari 2                | Canal Sur | Estrella                 | 2 episodis  |
| 2009-2011 | Hospital Central         | Telecinco | Candela Hernández        | 9 episodis  |
| 2012-2013 | Arrayán                  | Canal Sur | Angélica                 | 12 episodis |
| 2012      | Toledo                   | Antena 3  | Maggie                   | 5 episodis  |
| 2013      | El tiempo entre costuras | Antena 3  | Marita                   | 1 episodis  |
| 2014      | Ciega a citas            | Cuatro    | Sonia                    | 6 episodis  |
| 2014      | Bienvenidos al Lolita    | Antena 3  | Fanny                    | 8 episodis  |
| 2015-2016 | Vis a vis                | Antena 3  | Macarena Ferreiro Molina | 26 episodis |
| 2017      | Las chicas del cable     | Netflix   | Ángeles                  | 16 episodis |
| 2019      | Malaka                   | TVE       | Blanca Gámez             | 8 episodis  |

### Pel·lícules
| Any  | Títol                      | Paper                   |
| ---- | -------------------------- | ----------------------- |
| 2008 | Prime time                 | Assessora de màrqueting |
| 2011 | Amanecidos                 | Maggie Vicantos         |
| 2013 | Temporal                   | Rosario                 |
| 2014 | Crustáceos                 | Maggie                  |
| 2015 | 321 días en Michigan       | Lola                    |
| 2015 | Escombros                  | Miranda                 |
| 2018 | El Mejor Verano de mi Vida | Zoe                     |
| 2018 | Alegría, Tristeza          | Sandra                  |
| 2019 | La Pequeña Suiza           | Yolanda                 |
| 2019 | La Influencia              | Sara                    |
| 2019 | Antes de la Quema          | La Meme                 |

### Curtmetratges
| Any  | Curtmetratge        | Director                            | Paper  |
| ---- | ------------------- | ----------------------------------- | ------ |
| 2004 | Kinoglaz            | Jesús Hernández                     | Marta  |
| 2004 | El que espera       | Juan Luis Molina i Alejandro Gaviño | Eli    |
| 2005 | Sobreexpuestos      | Juan Luis Molina i Alejandro Gaviño | Maggie |
| 2007 | Dosa (Odio)         | Jaurne Otero                        | Maggie |
| 2007 | L.A.                | Gabi Beneroso                       | Maggie |
| 2008 | Solo conmigo        | Jorge Agó                           | Maggie |
| 2009 | Placer              | Jota Linares                        | Leo    |
| 2012 | Hidrolisis          | Sergi Miralles                      | Sandra |
| 2013 | Rem                 | Joseba Alfaro                       | Gem    |
| 2014 | Rubita              | Jota Linares                        | Norma  |
| 2014 | Cobayas: Human test | Marcos Moreno                       | Helena |
| 2014 | La gravedad         | Jose Martin                         | Sonia  |

### Teatre
| Any  | Obra                                       | Director         | Paper   |
| ---- | ------------------------------------------ | ---------------- | ------- |
| 2015 | ¿A quién te llevarías a una isla desierta? | Jota Linares     | Celeste |
| 2015 | Un balcón con vistas                       | Laura Molpeceres | Cris    |
| 2016 | Mejor dirección novel                      | Jota Linares     | Leo     |
| 2017 | Troyanas                                   | Carme Portaceli  | Helena  |

## Premis i reconeixements[calcitació]
- Premis Ondas 2015 ex aequo amb el repartiment femení de la sèrie Vis a vis.
- Guanyadora dels premis Madrid Imagen (MIM Series) 2015 a la millor actriu de televisió femenina dramàtica per Vis a vis
- Premis XXIV Unió d'Actors 2016 a la millor actriu protagonista de televisió per Vis a vis